# Anton Matthäus II
Anton Matthäus II (Herborn, 15 novembre 1601 – Utrecht, 25 dicembre 1654) è stato un giurista tedesco.

## Biografia
Figlio del giurista Anton Matthäus I, studiò diritto con suo padre all'Università di Marburgo. Nel 1626 si trasferì all'Università di Groninga, dove proseguì gli studi. Ottenuto un dottorato in giurisprudenza, cominciò a insegnare diritto civile al ginnasio di Harderwijk nel 1628. Poco dopo divenne il primo insegnante di giurisprudenza nel ginnasio di Utrecht, che era stato appena istituito. Quando il ginnasio fu promosso a università di Utrecht il 26 marzo del 1636, fu uno dei suoi primi insegnanti della facoltà di legge, un incarico che mantenne fino alla fine della sua vita. Presso l'università ebbe anche compiti organizzativi, facendo fra l'altro da rettore dell'alma mater nel 1642/43 e nel 1653/55. 
Il 13 febbraio 1633 sposò Anna, figlia di Johannes Isacius Pontanus. Da questo matrimonio nacquero nove figli, due femmine e sette maschi. Il figlio Anton fu noto professore di diritto a Leida e Utrecht.

## Pensiero

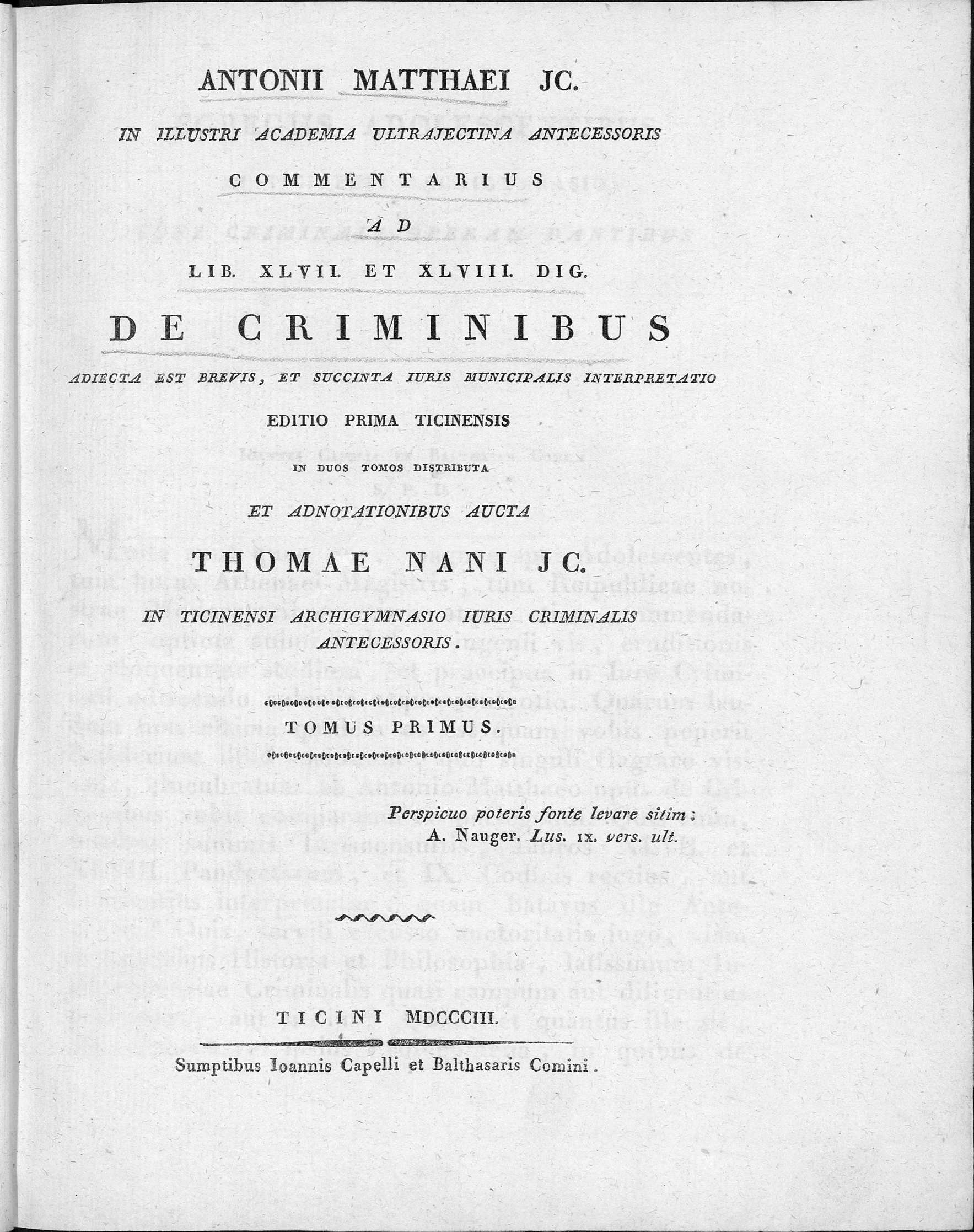
De criminibus, 1803

Il suo Commentarius de criminibus ad lib. XLVII. et XLVIII fu un'opera molto apprezzata negli anni seguenti, consultata per temi di diritto penale fino al XIX Secolo. Seguiva la tradizione degli italiani Ippolito Marsili (1450-1529), Egidio Bossi (1487-1546), Giulio Claro (1525-1575) e Andrea Tiraquello (1480-1558), nonché Diego de Covarrubias y Leiva (1512-1577), note in Spagna e in Francia, che rappresentavano il nuovo metodo legale di sintesi del mos gallicus e che sostenevano un diritto penale più liberale. Nella sua opera concordò i principi di base del diritto romano con il codice penale olandese.
In questo modo si ebbe un progresso nella valutazione soggettiva dei reati. Per Matthäus hanno importanza nella valutazione della pena la reiterazione del reato e lo stato psicologico, e quindi è necessaria un'esamina molto più dettagliata dei casi, e la sentenza non deve essere pronunciata esclusivamente sulla base di prescrizioni trattate schematicamente. Anche nelle sue riflessioni più generali, pervase di idee aristoteliche, si era opposto a una valutazione delle azioni umane in base al loro solo risultato, rilevando la necessità di considerare anche determinate azioni esterne come mezzo per comprendere la mente criminale. Tuttavia, nel caso di tentati delitti anche lui pone l'accento sul loro effettivo risultato nel ponderare la sentenza. Sempre più spesso le sentenze penali furono prese in considerazione dalle facoltà di legge, in particolare in seguito all'invio dei fascicoli. Presto si cominciò a dedicare lezioni speciali al diritto penale, dapprima a Tubinga, Jena, Rostock e Ingolstadt. La connessione tra scienza e amministrazione della giustizia si rivelò utile in entrambe le direzioni.

## Opere
- Commentarius De Criminibus Ad Lib. XLVII. Et XLVIII. Dig. Commentarius Antonii Matthaei, IC. In illustri Academia Ultraiectina Antecessoris. Adiecta est brevis & succincta Iuris Municipalis interpretatio, cum indice triplici; Titulorum, Rerum & Verborum, nec non Legum, qua strictius, qua fusius explicatarum. Utrecht 1644, Vesalia 1672, 1679, 1702, Col. Raurac. 1715, 1727, Düsseldorf 1732, 1745, Gen. 1760, Amsterdam 1761, 1803 
  - (LA) De criminibus, vol. 1, Pavia, Giovanni Capelli & Baldassarre Comino, 1803.
  - (LA) De criminibus, vol. 2, Pavia, Giovanni Capelli & Baldassarre Comino, 1803.
- Fundamentorum Iuris, Disputationes Viginti Publice ab autore habitae in Academia Marpurgensi. Respondentibus Iuris & humaniorum literarum studiosis, quorum nomina singulis disputationibus ascripta sunt. Herborn 1623
- De judiciis disputationes XVII. Utrecht 1639, 1645, Amsterdam 1640
- Orationes, quarum pleraeque continent argumentum juridicum. Utrecht 1655
- Carmen inaugurale. Utrecht 1636
- Tractatus de jure gladii. Leida 1686